# Redbird (album de John Zorn)
Pour les articles homonymes, voir Redbird.

Redbird est un album de John Zorn qui contient deux compositions dédiées à Agnès Martin; 
la première, pour quatre grosses caisses, est jouée par Jim Pugliese; la seconde, pour un quatuor de harpe, violoncelle, alto et percussions, a été construite en studio par John Zorn à partir d'un matériel de seulement quelques minutes . Il s'agit d'une série d'accords arrangés puis réarrangés de façon à produire une composition minimaliste et ambient qui évoque Morton Feldman ou Giacinto Scelsi. L'album est sorti en 1995 sur le label Tzadik, dans la série Composer consacrée à la musique classique contemporaine.

## Titres
| 1.    | Dark River | 8:52  |
| 2.    | Redbird    | 41:01 |
| 49:53 |            |       |

## Personnel
- Carol Emanuel - harpe (2)
- Erik Friedlander - violoncelle (2)
- Jill Jaffe - alto (2)
- Jim Pugliese - grosse caisse, percussion  (1,2)